# Arnaud Tournant
Arnaud Pierre Armand Tournant (Roubaix, 5 de abril de 1978) es un deportista francés que compitió en ciclismo en la modalidad de pista, especialista en las pruebas de velocidad y keirin.
Participó en tres Juegos Olímpicos de Verano, entre los años 2000 y 2008, obteniendo en total cuatro medallas, oro en Sídney 2000 en la prueba de velocidad por equipos (junto con Laurent Gané y Florian Rousseau), plata y bronce en Atenas 2004, en el kilómetro contrarreloj y velocidad por equipos (con Mickaël Bourgain y Laurent Gané), respectivamente, y plata en Pekín 2008, en velocidad por equipos (con Grégory Baugé y Kévin Sireau).
Ganó 19 medallas en el Campeonato Mundial de Ciclismo en Pista entre los años 1997 y 2008, y una medalla de bronce en el Campeonato Europeo de Ciclismo en Pista de 2007.

## Medallero internacional
| Juegos Olímpicos   | Juegos Olímpicos           | Juegos Olímpicos  | Juegos Olímpicos      |
| Año                | Lugar                      | Medalla           | Competición           |
| ------------------ | -------------------------- | ----------------- | --------------------- |
| 2000               | Sídney (Australia)         | Medalla de oro    | Velocidad por equipos |
| 2004               | Atenas (Grecia)            | Medalla de plata  | 1 km contrarreloj     |
| 2004               | Atenas (Grecia)            | Medalla de bronce | Velocidad por equipos |
| 2008               | Pekín (China)              | Medalla de plata  | Velocidad por equipos |
| Campeonato Mundial |                            |                   |                       |
| Año                | Lugar                      | Medalla           | Competición           |
| 1997               | Perth (Australia)          | Medalla de oro    | Velocidad por equipos |
| 1998               | Burdeos (Francia)          | Medalla de oro    | Velocidad por equipos |
| 1998               | Burdeos (Francia)          | Medalla de oro    | 1 km contrarreloj     |
| 1999               | Berlín (Alemania)          | Medalla de oro    | Velocidad por equipos |
| 1999               | Berlín (Alemania)          | Medalla de oro    | 1 km contrarreloj     |
| 2000               | Mánchester (Reino Unido)   | Medalla de oro    | Velocidad por equipos |
| 2000               | Mánchester (Reino Unido)   | Medalla de oro    | 1 km contrarreloj     |
| 2001               | Amberes (Bélgica)          | Medalla de oro    | Velocidad individual  |
| 2001               | Amberes (Bélgica)          | Medalla de oro    | Velocidad por equipos |
| 2001               | Amberes (Bélgica)          | Medalla de oro    | 1 km contrarreloj     |
| 2002               | Ballerup (Dinamarca)       | Medalla de plata  | 1 km contrarreloj     |
| 2003               | Stuttgart (Alemania)       | Medalla de plata  | Velocidad por equipos |
| 2003               | Stuttgart (Alemania)       | Medalla de bronce | 1 km contrarreloj     |
| 2004               | Melbourne (Australia)      | Medalla de oro    | Velocidad por equipos |
| 2004               | Melbourne (Australia)      | Medalla de plata  | 1 km contrarreloj     |
| 2006               | Burdeos (Francia)          | Medalla de oro    | Velocidad por equipos |
| 2006               | Burdeos (Francia)          | Medalla de bronce | Keirin                |
| 2007               | Palma de Mallorca (España) | Medalla de oro    | Velocidad por equipos |
| 2008               | Mánchester (Reino Unido)   | Medalla de oro    | Velocidad por equipos |
| Campeonato Europeo |                            |                   |                       |
| Año                | Lugar                      | Medalla           | Competición           |
| 2007               | Alkmaar (Países Bajos)     | Medalla de bronce | Ómnium esprint        |

1. ↑  Campeonato Europeo realizado sólo para la disciplina de ómnium.
2. ↑  Variedad de ómnium que incluía cuatro pruebas de esprint: 200 m vuelta lanzada, keirin, eliminación y velocidad individual.

## Palmarés
- 1996
  - Campeón de Europa sub-23 en Kilómetro Contrarreloj
  - Campeón de Europa sub-23 en Velocidad por equipos (con Damien Gerard y Vincent Le Quellec)
- 1997
  - Campeón del mundo velocidad por equipos 
  - Campeón de Francia en Kilómetro
- 1998
  - Campeón del mundo velocidad por equipos 
  - Campeón del mundo en Kilómetro 
  - Campeón de Francia en Kilómetro
- 1999
  - Campeón del mundo velocidad por equipos 
  - Campeón del mundo en Kilómetro 
  - Campeón de Francia en Kilómetro
- 2000
  - Medalla de oro a los Juegos Olímpicos de Sídney en Velocidad por equipos(con Florian Rousseau y Laurent Gané) 
  - Campeón del mundo velocidad por equipos 
  - Campeón del mundo en Kilómetro 
  - Campeón de Francia en Kilómetro
- 2001
  - Campeón del mundo velocidad por equipos 
  - Campeón del mundo en Kilómetro 
  - Campeón del mundo velocidad 
  - Campeón de Francia en Kilómetro
- 2002
  - Campeón de Francia en Kilómetro
- 2004
  - Medalla de plata a los Juegos Olímpicos de Atenas en Kilómetro contrarreloj
  - Medalla de bronce a los Juegos Olímpicos de Atenas en Velocidad por equipos (con Mickaël Bourgain y Laurent Gané) 
  - Campeón del mundo velocidad por equipos 
  - Campeón de Francia en Kilómetro
- 2005
  - Campeón de Francia en Velocidad
- 2006
  - Campeón del mundo velocidad por equipos
- 2007
  - Campeón del mundo velocidad por equipos
- 2008
  - Medalla de plata a los Juegos Olímpicos de Pekín en Velocidad por equipos (con Grégory Baugé y Kévin Sireau) 
  - Campeón del mundo velocidad por equipos

### Resultados a laCopa del Mundo
- 1997
  - 1.º en Trexlertown, en Kilómetro
- 1998
  - 1.º en Cali, en Velocidad
  - 1.º en Cali, en Velocidad por equipos
  - 1.º en Berlín, en Kilómetro
- 1999
  - 1.º en Cali, en Velocidad por equipos
  - 1.º en Cali, en Kilómetro
- 2000
  - 1.º en Ciudad de México, en Velocidad por equipos
  - 1.º en Ciudad de México, en Kilómetro
- 2001
  - 1.º en Ciudad de México, en Velocidad por equipos
  - 1.º en Ciudad de México, en Kilómetro
- 2002
  - 1.º en Monterrey, en Velocidad por equipos
  - 1.º en Monterrey, en Kilómetro
- 2004
  - 1.º en Aguascalientes, en Velocidad por equipos
- 2004-2005
  - 1.º en Sídney, en Velocidad por equipos
- 2006-2007
  - 1.º en Mánchester, en Velocidad
- 2007-2008
  - 1.º en Los Ángeles, en Keirin
  - 1.º en Los Ángeles, en Velocidad por equipos